# Прапори повітів Поморського воєводства

Прапор Поморського воєводства

Прапори повітів Поморського воєводства – перелік символів повіту у вигляді прапорів, що застосовуються в Поморському воєводстві.
Відповідно до визначення, прапор — це полотно тканини певної форми, кольору та змісту, прикріплене до древка чи щогли.  Він також може містити герб або емблему даної адміністративної одиниці. У Польщі територіальні одиниці (муніципальні, міські та повітові ради) можуть встановлювати прапори відповідно до «Закону від 21 грудня 1978 року про значки та форму»  . У початковій редакції він дозволяв територіальним одиницям лише встановлювати герби  . Лише «Акт від 29 грудня 1998 р. про внесення змін до деяких актів у зв’язку з проведенням реформи державного устрою» офіційно підтвердив право воєводств, повітів і ґмін встановлювати цей символ територіальної одиниці. Округи, відновлені в 1999 році, виграли від цієї зміни  .
З 2013 року в Поморському воєводстві свій прапор мають всі 16 повітів і 4 міста з повітовими правами. Цей символ, починаючи з 2002 року, встановило саме воєводство  .

## Список відповідних прапорів округів

### Міста з повітовими правами
| Повіт         | Зображення | Опис |
| ------------- | ---------- | --- |
| Місто Гданськ |            | Прапор міста був встановлений постановою № XXXVIII/432/96 від 1 серпня 1996 року, хоча існував з 1457 року. Являє собою прямокутник червоного кольору у співвідношенні 5:8 із золотою короною та двома рівнораменними срібними хрестами, розташованими під нею стовпом (як на малюнку герба ). Спільна вісь хрестів і корони знаходиться на відстані 1/3 довжини прапора від боку лонжерона . |
| Місто Гдиня   |            | Прапор міста являє собою прямокутне полотнище зі співвідношенням сторін 3:5, ідентичний з обох сторін, з двома горизонтально розташованими полями, білим у верхній і бірюзовим у нижній частині, які символізують небо і море. На білому полі розміщено герб Гдині . |
| Місто Слупськ |            | Прапор міста встановлено постановою No L/627/05 від 30 листопада 2005 року. Це прямокутне полотнище білого кольору співвідношенні 5:8 з червоними крайовими смугами довжиною 0,22 довжини довшої сторони. У його центральній частині розміщено герб міста . |
| Місто Сопот   |            | Прапор міста був спочатку прийнятий у 1904 році після змін у 1994 році. Це прямокутне полотнище з пропорцією 5:8, ідентичний з обох боків, з двома горизонтально розташованими полями, синім у верхній частині та золотим унизу. Співвідношення ширини синього поля до золотого становить 1:1. Посередині поля прапора розміщені біла чайка та біла риба з герба міста .                      |

### Повіти
| Повіт                | Зображення | Опис |
| -------------------- | ---------- | --- |
| Битівський повіт     |            | Прапор повіту встановлено постановою № XV/69/2000 від 30 березня 2000 р. Це прямокутне полотнище у пропорціях 5:8, розділене на дві рівні вертикальні частини: жовту та синю. На них розміщені символи з Гербу повіту. .                                                                                             |
| Хойницький повіт     |            | Прапор повіту встановлено постановою № XVI/124/2000 від 19 червня 2000 р. Він являє собою прямокутне полотнище у співвідношенні сторін 5:8, розділене на три горизонтальні смуги: золоту, чорну та блакитну. співвідношення 3:1:3.                                                                                   |
| Члуховський повіт    |            | Прапор повіту був встановлений постановою № XII/66/2000 від 24 лютого 2000 року. Він являє собою прямокутне полотнище у пропорціях 5:8, розділене на три вертикальні смуги: дві жовту та червону у співвідношенні 1:3:1. У його центральній частині розміщено емблему з Гербу повіту.                                |
| Гданський повіт      |            | Прапор повіту встановлено постановою № XXIV/119/2001 від 31 червня 2001 року. Він являє собою прямокутне полотнище у співвідношенні 5:8, розділене на дві однакові вертикальні смуги: білу та червону. У його центральній частині розміщено Герб повіту.                                                             |
| Картузький повіт     |            | Прапор повіту встановлено постановою від 12 грудня 2013 р. № XXXIII/284/2013. Він являє собою прямокутне полотнище синього кольору у пропорції 5:8, у центральній частині якого розміщено емблему з Гербу повіту. |
| Косьцерський повіт   |            | Прапор повіту встановлено постановою від 1 березня 2000 р. No XIII/3/2000. Він являє собою прямокутне полотнище у пропорції 5:8, розділене на дві однакові вертикальні смуги: зелену і жовту. У його центральній частині розміщено Герб повіту.                                                                      |
| Квідзинський повіт   |            | Прапор повіту був встановлений резолюцією № XXIX/198/2000 від 27 грудня 2000 року. Він являє собою прямокутне полотнище червоного кольору у пропорції 3:5, на лівій стороні якого між двома золотими променями зображена емблема з Гербу повіту                                                                      |
| Лемборський повіт    |            | Прапор повіту встановлено постановою No XXIV/240/2002 від 15 березня 2002 року. Це прямокутне полотнище у пропорції 5:8, розділене на дві однакові горизонтальні смуги: синю та жовту. У його центральній частині розміщено Герб повіту.                                                                             |
| Мальборський повіт   |            | Прапор повіту встановлено постановою № XVIII/146/2000 від 28 квітня 2000 року. Він являє собою прямокутне полотнище у пропорціях 5:8, розділений на три вертикальні смуги: дві червоні та жовту у співвідношенні 1:3:1. У його центральній частині розміщено Герб повіту.                                            |
| Новодворський повіт  |            | Прапор повіту встановлено постановою № XXX/150/2001 від 13 червня 2001 року. Він являє собою прямокутне полотнище у пропорціях 5:8, розділене на дві однакові вертикальні смуги: білу та зелену. На лівій стороні зображено Герб повіту.                                                                             |
| Пуцький повіт        |            | Прапор повіту був встановлений постановою № XIX/100/2000 від 28 квітня 2000 року. Він являє собою прямокутне полотнище синього кольору у пропорції 5:8 з чорно-жовтими смугами з обох сторін. У його центральній частині розміщено емблему з Гербу повіту .                                                          |
| Слупський повіт      |            | Прапор повіту встановлено постановою № XXI/135/2001 від 26 лютого 2001 року. Він являє собою прямокутне полотнище у пропорціях 5:8, розділене на три вертикальні смуги: дві червоні та білу у співвідношенні 1:3:1. У його центральній частині розміщено Герб повіту.                                                |
| Староґардський повіт |            | Прапор повіту був встановлений резолюцією № XXIV/148/2000 від 23 листопада 2000 р. Це прямокутне полотнище з пропорцією 7:12 золотого кольору, в центральній частині якого розміщено емблему з Гербу повіту . |
| Штумський повіт      |            | Прапор повіту встановлено постановою від 23 серпня 2003 р. No XII/54/2003. Він являє собою прямокутне полотнище у пропорції 5:8, розділене на три однакові горизонтальні смуги: дві червоного і одна білого кольору. У його центральній частині розміщено емблему з Гербу повіту.                                    |
| Тчевський повіт      |            | Прапор повіту, розроблений Стефаном Куковським, був встановлений Постановою № IX/46/99 від 4 листопада 1999 року та знову Постановою № XII/69/11 від 30 серпня 2011 року. Це прямокутне полотнище в пропорції 5:8, розділене на дві рівні вертикальні частини: синю і білу. На них розміщені символи з Гербу повіту. |
| Вейгеровський повіт  |            | Прапор повіту встановлено постановою № XVI/176/2000 від 25 серпня 2000 р. Він являє собою прямокутне полотнище у пропорції 5:8, розділене на дві однакові вертикальні смуги: чорну і золоту. З лівого боку зображено Герб повіту.                                                                                    |